# Giovanni (kardynał)
Giovanni (zm. w 1123) – włoski benedyktyn i kardynał.

## Życiorys
Prawdopodobnie był mnichem na Monte Cassino. Około 1116 roku papież Paschalis II mianował go kardynałem prezbiterem S. Eusebio, zastępując nim pozbawionego godności kardynalskiej Roberta z Paryża. Giovanni podpisywał bulle papieskie między 24 maja 1116 a 17 kwietnia 1121. We wrześniu 1122 został sędzią delegowanym dla rozstrzygnięcia sporu między opatem Gerardem z Monte Cassino a Rainulfem, hrabią Alife-Caiazzo. 6 kwietnia 1123 na stanowisku kardynała-prezbitera S. Eusebio ponownie jest poświadczony Robert z Paryża, co wskazuje, że Giovanni musiał umrzeć przed tą datą.